# Bardhyl Ajeti
Bardhyl Ajeti (in serbo Бардил Ајети?, Bardil Ajeti; Prilepnica, 29 maggio 1977 – Milano, 28 giugno 2005) è stato un giornalista jugoslavo. Lavorava per il quotidiano albanese Bota Sot, pubblicato a Pristina.
Ha scritto alcuni dei quotidiani per il Bota Sot, e ha sostenuto una campagna anticrimine delle autorità internazionali per arrestare ex membri dell'Esercito di liberazione del Kosovo. Bota Sot ha anche sostenuto Ibrahim Rugova, leader del partito albanese della Lega democratica del Kosovo.

## Morte

### Antefatto
Diverse settimane prima che gli sparassero, Ajeti porse una denuncia al Temporary Media Commissioner, un ente di regolamentazione dei media a livello internazionale supervisionato dal Kosovo. Nella sua denuncia affermava che la sua vita era stata minacciata.

### Omicidio
Ajeti fu ferito da degli assassini non identificati il 3 giugno 2005, mentre guidava per una strada a Pristina. Il 28 giugno 2005 è morto per ferite d'arma da fuoco in un ospedale a Milano. Il portavoce della polizia ha detto che Bardhyl Ajeti è stato colpito alla testa da distanza ravvicinata. Nei rapporti sui diritti umani del Dipartimento di Stato degli Stati Uniti, viene sottolineato che le indagini sull'uccisione di Ajeti non hanno conseguito sviluppi.
Ajeti non fu l'unico giornalista del Bota Sot ad essere ucciso in Kosovo. Bekim Kastrati, ucciso il 19 ottobre 2001 nel villaggio di Lauša, vicino a Pristina, era un suo collega presso lo stesso quotidiano. La sparatoria di Bardhyl Ajeti è stata una delle uccisioni apparentemente politicamente motivate degli albanesi del Kosovo nel 2005.
L'Associazione dei giornalisti di Serbia (UNS) e l'Organizzazione per la sicurezza e la cooperazione in Europa hanno condannato l'attacco ad Ajeti, sottolineando che il suo caso, e molti altri analoghi riguardanti morti di giornalisti in Kosovo, non sono stati risolti.